# Bausch & Lomb Championships 1999
Bausch & Lomb Championships 1999 — жіночий тенісний турнір, що проходив на відкритих кортах з ґрунтовим покриттям Amelia Island Plantation на острові Амелія (США). Належав до турнірів 2-ї категорії в рамках Туру WTA 1999. Відбувсь удвадцяте і тривав з 5 до 11 квітня 1999 року. Моніка Селеш здобула титул в одиночному розряді.

## Фінальна частина

### Одиночний розряд
Моніка Селеш —  Руксандра Драгомір, 6–2, 6–3
- Для Селеш це був єдиний титул за сезон і 50-й — за кар'єру.

### Парний розряд
Кончіта Мартінес /  Патрісія Тарабіні —  Ліза Реймонд /  Ренне Стаббс, 7–5, 0–6, 6–4

## Учасниці

### Сіяні учасниці
| Країна    | Гравчиня                | Рейтинг | Сіяна |
| --------- | ----------------------- | ------- | ----- |
| США       | Ліндсі Девенпорт        | 2       | 1     |
| США       | Моніка Селеш            | 4       | 2     |
| США       | Вінус Вільямс           | 6       | 3     |
| Франція   | Марі П'єрс              | 8       | 4     |
| ПАР       | Аманда Кетцер           | 13      | 5     |
| Швейцарія | Патті Шнідер            | 10      | 6     |
| Іспанія   | Кончіта Мартінес        | 17      | 7     |
| Австрія   | Барбара Шетт            | 19      | 8     |
| Росія     | Анна Курнікова          | 16      | 9     |
| США       | Чанда Рубін             | 24      | 10    |
| Іспанія   | Магі Серна              | 26      | 11    |
| США       | Ліза Реймонд            | 30      | 13    |
| Іспанія   | Вірхінія Руано Паскуаль | 31      | 14    |
| Франція   | Наталі Деші             | 29      | 15    |
| Хорватія  | Іва Майолі              | 32      | 16    |
| США       | Коріна Мораріу          | 35      | 17    |

### Інші учасниці
Нижче подано учасниць, що отримали вайлд-кард на вихід в основну сітку:
- Інес Горрочатегі
- Джессіка Стек
- Мейлен Ту

Нижче наведено учасниць, що пробились в основну сітку через стадію кваліфікації в одиночному розряді:
- Тіна Писник
- Сандра Начук
- Яна Неєдли
- Соня Джеясілан
- Марія Хосе Гайдано
- Надія Петрова
- Ларісса Шерер
- Еммануель Гальярді

Такі тенісистки потрапили в основну сітку як a щасливий лузер:
- Євгенія Куликовська
- Александра Стівенсон